# تیواستازون
تیواستازون (انگلیسی: Thioacetazone) یک آنتی بیوتیک خوراکی است که در درمان سل استفاده میشود. این دارو به دلیل سمیت و معرفی داروهای ضد سل بهبود یافته مانند ایزونیازید تقریباً به طور کامل از بین رفته است. این دارو تنها فعالیت ضعیفی در برابر مایکوباکتریوم توبرکلوزیس دارد و تنها در جلوگیری از مقاومت به داروهای قوی تر مانند ایزونیازید و ریفامپین مفید است. این دارو هرگز به تنهایی برای درمان سل استفاده نمی شود. از آن به روشی مشابه اتامبوتول استفاده میشود.